# Mydaea maculipennis
Mydaea maculipennis är en tvåvingeart som först beskrevs av Huckett 1966.  Mydaea maculipennis ingår i släktet Mydaea och familjen husflugor.
Artens utbredningsområde är Kalifornien. Inga underarter finns listade i Catalogue of Life.